# Luca-Emily Birkholz
Luca-Emily Birkholz (* 20. November 2003 in Jena) ist eine deutsche Fußballspielerin auf der Mittelfeldposition, die für den SC Freiburg spielt.

## Karriere
Birkholz begann in ihrer Kindheit mit dem Fußballspielen, bis 2016 spielte sie für den in Nesse-Apfelstädt ansässigen JFC Nesse-Apfelstädt. Zur Saison 2016/17 wechselte sie in die Nachwuchsabteilung des FF USV Jena, ab 2017 spielte sie für die B-Juniorinnen des Vereins. 2016/17 absolvierte sie acht Spiele im U14-Länderpokal für die Thüringer Landesauswahl; 2017/18 folgten acht Einsätze für die U16-Landesauswahl im Länderpokal, bei denen sie ein Tor erzielte; 2018/19 folgten acht Einsätze für die U18-Auswahl, bei denen sie zwei Tore erzielen konnte.
In der Saison 2019/20 war Birkholz auch Teil des Kaders der zweiten Mannschaft der Jenaerinnen, darüber hinaus kam sie zu zwei Bundesligaeinsätzen für die erste Mannschaft: Ihr Bundesligadebüt gab die Mittelfeldspielerin am 1. März 2020 bei der 0:6-Heimniederlage gegen den VfL Wolfsburg, ein weiterer Einsatz folgte bei der 0:2-Auswärtsniederlage beim FC Bayern München. Nach dem Abstieg in die 2. Bundesliga und der Abgabe des Spielrechts an den FC Carl Zeiss Jena wurde sie fester Bestandteil des Kaders der ersten Mannschaft. In der aufgrund der Folgen der COVID-19-Pandemie zweigleisig ausgetragenen Saison 2020/21 gelang Jena mit dem Sieg der Nordstaffel der direkte Wiederaufstieg; Birkholz kam zu 12 Einsätzen. In der Saison 2021/22 wurden die der Jenaerinnen mit lediglich fünf Punkten abgeschlagene Letzte der Bundesliga und mussten den direkten Wiederabstieg antreten; Birkholz absolvierte 14 Spiele. In der nachfolgenden Spielzeit hatte sie mit Jena lange gegen den drohenden Abstieg in die Regionalliga zu kämpfen, erst am letzten Spieltag wurde der Klassenerhalt gesichert. Im Jahr darauf hatte Birkholz als zweitbeste Torjägerin der Liga (13 Treffer) und Top-Scorerin ihrer Mannschaft großen Anteil am Wiederaufstieg von Jena in die Bundesliga.
Zur Saison 2025/26 wechselte sie zum SC Freiburg.